# Paul Dowswell
Paul Dowswell (Chester, 1957) è uno scrittore britannico.

## Biografia
Scrive racconti e saggi brevi in libri destinati soprattutto a ragazzi e a giovani adulti. Nutre un grande interesse per la musica e la storia, infatti i suoi libri hanno come tema principale un avvenimento storico, e la  musica ricopre un ruolo di identificazione e ribellione. Ha scritto oltre 70 libri, per lo più di storia, ma anche di geografia, storia naturale e scienza, di cui i più importanti sono:
- Auslander (2010);
- Il ragazzo di Berlino (2012);
- L'ultima alba di guerra (2013);
- Tra le mura del Cremlino (2014);
- Bomber (2015)
- I figli del lupo: Berlino 1945: sopravvivere non è un gioco (2018).

Dowswell ha lavorato nell'editoria per oltre venti anni dedicandosi poi, dal 1999 alla scrittura, dopo aver trascorso otto anni come senior editor con la Usborne Publishing.  Prima aveva lavorato per Life-Time, BBC Books, Museo della Scienza di Londra e British Library Sound Archive. 

## Opere (selezione)

### Narrativa
- "The Adventures of Sam Witchall"
  - Powder Monkey (2005)
  - Prison Ship (2006)
  - Battle Fleet (2007)
- Ausländer (2009)
- Cabinet of Curiosities (2010)
- Sektion 20 (2011)
- Eleven Eleven (2012)[1]
- Il ragazzo di berlino(2012)

### Non-fiction
- Tales of Real Escape (1994)
- Tales of Real Survival (1995)
- Tales of Real Heroism (1996)
- Tales of Real Adventure (1996)
- The Vietnam War (2001)
- True Spy Stories (2002)
- True Escape Stories (2002)
- True Survival Stories (2002)
- True Stories of Heroes  (2002)
- True Ghost Stories (2002)
- True Polar Stories (2002)
- True Everest Stories (2002)
- True Adventure Stories (2003)
- True Stories of the Second World War (2003)
- Sutton Hoo: The Anglo Saxon Way of Life and Death (2004)
- Introduction to the Second World War (2005)
- War Stories (2006)

## Premi
- The Complete Book of the Microscope (con Kirsteen Rogers) ha vinto, nel 1999, il Royal Society Prizes for Science Books.
- Con Auslander ha vinto Hamelin Associazione Culturale Book Prize, Bologna, The Portsmouth Book Award, The Essex Book Award, Calderdale Book of the Year, The Cheshire Schools Book Award e We Read Book Award tra il 2010 e il 2012.
- Con Sektion 20 ha vinto l'Historical Association Young Quills Award, 2012
- Con Eleven Eleven ha vinto l'Historical Association Young Quills Award, 2013 [2]